# 秘密警察
秘密警察（ひみつけいさつ、英: Secret police）は、反体制分子や外国のスパイの監視・摘発などを専門に扱う、いわゆる政治警察のことである。

## 概要
通常の刑事犯罪を取り締まる刑事警察や、交通取締をする交通警察とは異なり、市民にまぎれて不穏分子を監視するのが重要な任務のひとつとなるので、通常は私服で市民と見分けがつかない。そのため、政治警察はその秘密めいた活動から、秘密警察と一般に言われている。通常は自ら秘密警察と名乗ることは少ないが、ナチス・ドイツのゲシュタポのように、組織が自ら名乗っている場合も少数例ではあるが存在する。また、組織の存在自体は公然のものであってもその活動内容が一般にはほとんど知らされていない（知られてはならない）ことも「秘密」警察と呼ばれる一因であると考えられる（ゲシュタポなども組織の存在自体は公然のもので、存在しないことにされてはいない）。
通常の犯罪を取り締まるのは刑事警察であり、刑事警察はそのための権力を与えられている。ところがその刑事警察が犯罪を犯した場合や、その中に政府転覆を図る組織の一員が入り込んだ際などは、一般市民と異なり対応が難しいことが多い。そのため、刑事警察を監視・取締りするのが主目的の組織として設置されることが多い。現在多くの国々でもそういった機関として存在する 。一般市民を取り締まる刑事警察と異なり、犯罪の知識があるプロフェッショナルを相手にするため、それを超えたさまざまなノウハウ、テクニックを持っている。その技術はそのまま敵国のスパイや革命を目指す地下組織、テロリスト相手に適用できるため、そういった分野も担当している（むしろこちらの分野の活動のほうが目立つため、一般にはこちらが主と思われることが多い）。ただし国や時代、政治体制などによって組織構造が違うため、一律にこれが秘密警察と分類するのは難しい。
独裁政権下などで体制を固める必要があるとき、また戦時下などで、敵国に支援された反体制組織の活動が活発なときには、特にこの秘密警察の治安維持活動が重要視され、強い権力を持つ。取調べの際容疑者を拷問を用いて自白を強要したり、捜査の段階で市民の盗聴・密告を奨励するなど、人権上問題のある行為が伝わっている。また、実際に暴力をもって政府を倒す行為及びその準備による摘発の他、容疑者の友人・知人との会話における反体制的な発言、容疑者とたった一度会っただけの人間も捜査の対象とされた。